# Antichiropus variabilis
Antichiropus variabilis är en mångfotingart som beskrevs av Carl Graf Attems 1911. Antichiropus variabilis ingår i släktet Antichiropus och familjen orangeridubbelfotingar.

## Underarter
Arten delas in i följande underarter:
- A. v. ingens
- A. v. nanus